# Wójcina
Wójcina – wieś w Polsce, położona w województwie małopolskim, w powiecie dąbrowskim, w gminie Mędrzechów.
| SIMC    | Nazwa      | Rodzaj                          |
| ------- | ---------- | ------------------------------- |
| 1048138 | Jaszki     | część wsi                       |
| 1048150 | Koło Szosy | część wsi (zniesiona w 2023 r.) |
| 1048196 | Rędzina    | część wsi (zniesiona w 2023 r.) |

W latach 1975–1998 miejscowość administracyjnie należała do województwa tarnowskiego.